# Green (Utah)
 For alternative betydninger, se Green. (Se også artikler, som begynder med Green)
Green er en nordlig biflod til Colorado River. Den er 1.175 km lang og ligger i det vestlige USA. Afvandingsområdet dækker dele af staterne Wyoming, Utah og Colorado.
Floden har sin kilde i Wind River Mountains i Wyoming, og løber gennem Utah på det meste af sin færd, men er indenom Colorado på en ca. 64 km lang strækning. En stor del af flodløbet går gennem Colorado-plateauet med nogle af de mest spektakulære canyoner i USA. Den er den største biflod til Colorado River, med en gennemsnitlig vandføring på 287 m³/s.